# Zofia Mroczka
Zofia Mroczka (ur. 4 października 1934 w Raniżowie) – polska nauczycielka, posłanka na Sejm PRL VII i VIII kadencji.

## Życiorys
W 1962 wstąpiła do Polskiej Zjednoczonej Partii Robotniczej, gdzie była I sekretarzem POP. W latach 1962–1974 była zastępcą kierownika (a następnie dyrektora) Szkoły Podstawowej w Rzeszowie, której w 1974 została dyrektorem. W tym samym roku zdobyła tytuł zawodowy magistra filologii polskiej w Wyższej Szkole Pedagogicznej w Rzeszowie. W 1976 uzyskała mandat posłanki na Sejm PRL VII kadencji w okręgu Rzeszów. Zasiadała w Komisji Oświaty i Wychowania oraz w Komisji Planu Gospodarczego, Budżetu i Finansów. W 1980 uzyskała reelekcję w tym samym okręgu. Zasiadała w Komisji Oświaty i Wychowania, Komisji Planu Gospodarczego, Budżetu i Finansów, Komisji Oświaty, Wychowania, Nauki i Postępu Technicznego oraz w Komisji Nadzwyczajnej do rozpatrzenia projektu ustawy „Ordynacja Wyborcza do Sejmu PRL”.
Otrzymała Brązowy (1971) i Złoty (1975) Krzyż Zasługi.